# Vittorio Klostermann

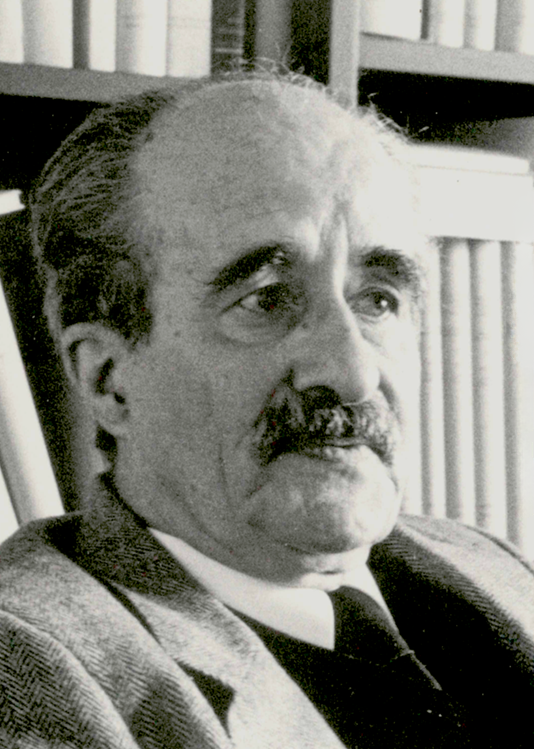
Vittorio Klostermann (1901–1977)

Vittorio Julius Klostermann (* 29. Dezember 1901 in Jena; † 29. August 1977 in Müllheim) war ein deutscher Verleger.

## Leben
Sein Vater Eckard Klostermann trat im Jahr 1900 als persönlich haftender Gesellschafter in die Frommann’sche Buch- und Kunsthandlung in Jena ein und übernahm später die Geschäftsführung der Gesamtfirma von Friedrich Cohen in Bonn.
Vittorio Klostermann war zunächst ebenfalls in der Frommann’schen Buchhandlung angestellt. 1924 folgte er seinem Vater nach Bonn und arbeitete dort zuerst im Sortiment und Antiquariat von Cohen. Während dieser Zeit hörte er Vorlesungen in Bonn, Köln und München.
1928 übernahm er die Leitung des geisteswissenschaftlichen Verlags von Friedrich Cohen. Aus finanziellen Gründen und vor dem Hintergrund der Weltwirtschaftskrise musste bald darauf die verlegerische Tätigkeit Cohens eingestellt werden.
Daraufhin gründete Vittorio Klostermann am 1. Oktober 1930 in Frankfurt am Main einen eigenen Verlag und ein Antiquariat. Der Verlag Vittorio Klostermann avancierte innerhalb der nächsten Jahre zu einem der führenden philosophischen Verlage in Deutschland und zeichnete sich durch enge persönliche Kontakte des Verlegers mit führenden Wissenschaftlern und Philosophen aus. Das Verlagsprogramm wurde sukzessive um die Bereiche Rechtswissenschaft, Romanistik, Germanistik und Bibliothekswesen erweitert.
1937 heirateten Vittorio Klostermann und die Schauspielerin Helena Klostermann, geb. Gries (* 1918; † 2003). Der Ehe entstammen drei Kinder:
- Michael Klostermann (* 1939; † 1992)
- Zwillingsschwester Petra Angiolina (* 1950; † 1978)
- Zwillingsbruder Vittorio Eckard Klostermann (* 1950).

Von 1948 bis 1949 war Klostermann Vorsteher des Börsenvereins Deutscher Verleger- und Buchhändler-Verbände.
1976 übergab Vittorio Klostermann die Verlagsleitung an die beiden Söhne. Nach dem Tod von Michael Klostermann wird die GmbH von Vittorio E. Klostermann als geschäftsführendem Gesellschafter geleitet.

## Auszeichnung
- 1961: Juristische Ehrendoktorwürde der Universität Freiburg im Breisgau und Philosophische Ehrendoktorwürde der Universität Köln
- 1961: Goetheplakette der Stadt Frankfurt am Main
- 1967: Großes Bundesverdienstkreuz